# Gérald Darmanin

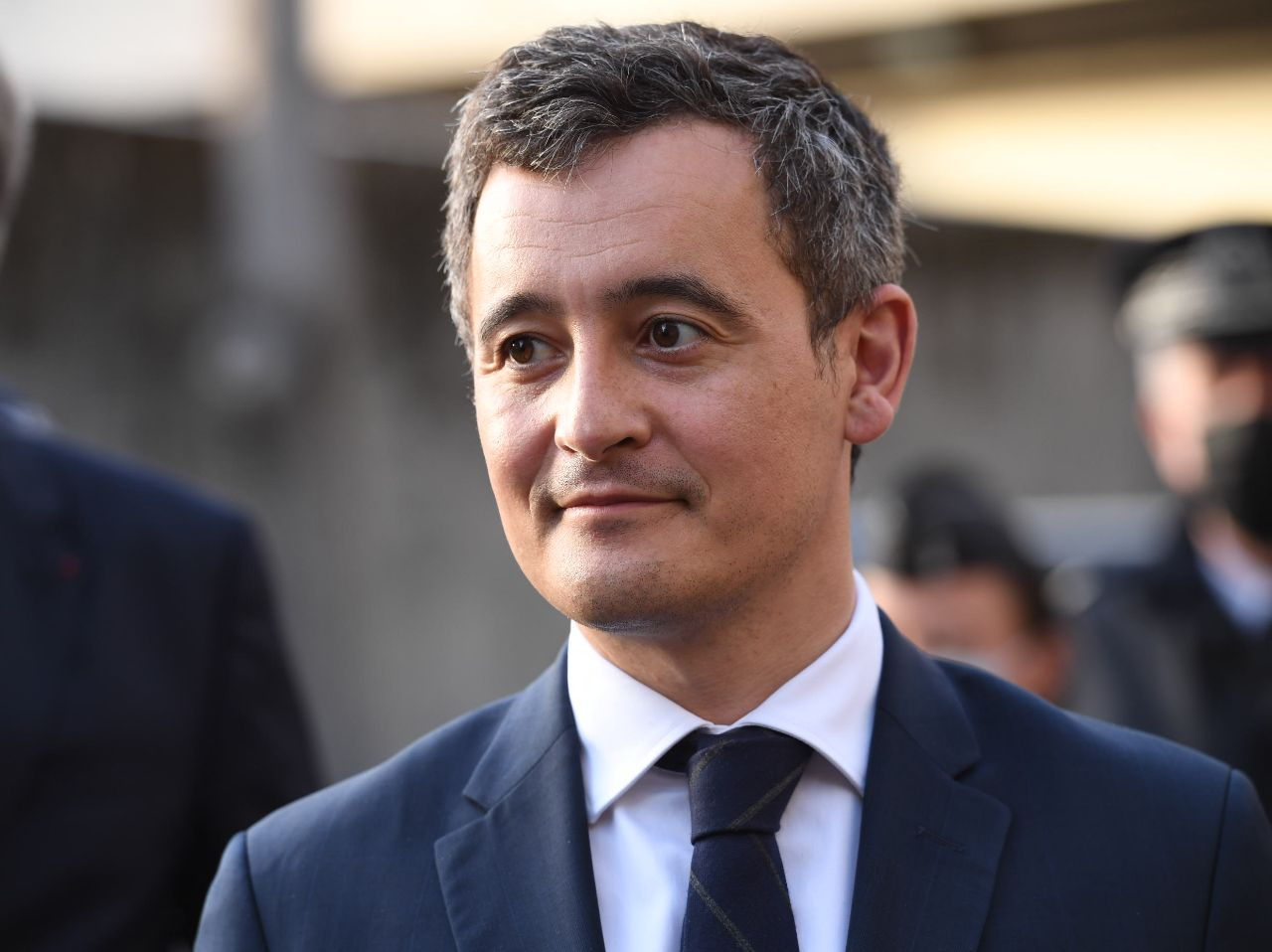
Gérald Darmanin (2021)

Gérald Moussa Darmanin (* 11. Oktober 1982 in Valenciennes, Département Nord) ist ein französischer Politiker (RE, zuvor UMP). Er war von 2014 bis 2017 Bürgermeister von Tourcoing, von 2017 bis 2020 war er französischer Haushaltsminister. In den Kabinetten Castex, Borne und Attal war er von Juli 2020 bis September 2024 Innenminister und seit Anschluss des Ministeriums für die Überseegebiete an das Innenministerium im Juli 2022 zusätzlich dessen Leiter. Seit dem 23. Dezember 2024 ist er Minister der Justiz unter der Regierung Bayrou.

## Familie und Bildung
Darmanins Vater betrieb ein Bistro in Valenciennes, seine Mutter arbeitete als Reinigungskraft und Hausmeisterin in einem Gebäude der Banque de France. Darmanins Eltern wurden geschieden. Sein Großvater väterlicherseits kam aus Malta; sein Großvater mütterlicherseits war ein algerischer Schütze und Harki, der im Algerienkrieg für Frankreich kämpfte und nach der Unabhängigkeit Algeriens ins französische Mutterland emigrierte. Beide Großmütter stammen aus Französisch-Flandern. Darmanin besuchte eine katholische Privatschule und absolvierte ein Studium an der Sciences Po Lille.

## Frühe politische Karriere
Er trat mit 16 Jahren, beeinflusst vom damaligen Parteivorsitzenden Philippe Séguin, der neogaullistischen Partei Rassemblement pour la République (RPR) bei. Diese ging 2002 in der Mitte-rechts-Sammelpartei Union pour un mouvement populaire (UMP) des Präsidenten Jacques Chirac auf. Er arbeitete als Assistent des Europaparlamentariers Jacques Toubon und leitete den Wahlkampf des Abgeordneten von Tourcoing, Christian Vanneste, bei der Parlamentswahl 2007 und der Kommunalwahl 2008. Bei letzterer wurde Darmanin auch selbst in den Gemeinderat von Tourcoing gewählt, wo die UMP in Opposition gegen einen sozialistischen Bürgermeister stand. Zudem zog er in den Metropolrat des Kommunalverbands Métropole Européenne de Lille ein, zu dem Tourcoing gehört.
Darmanins politischer Mentor Vanneste trat wiederholt mit homophoben Äußerungen öffentlich in Erscheinung. Dem Journalisten Jean-Baptiste Forray zufolge folgte Darmanin ihm „in die Grauzone am Übergang von rechts zu rechtsextrem“. Darmanin schrieb im Jahr 2008 Artikel für die Zeitschrift Politique Magazine, die sich auf die Tradition der rechtsextremen Action française und Charles Maurras’ beruft. Laut Vanneste war sein politischer Zögling „mehr als katholisch, beinahe fanatisch“.

## Regionalrat, Abgeordneter, Bürgermeister

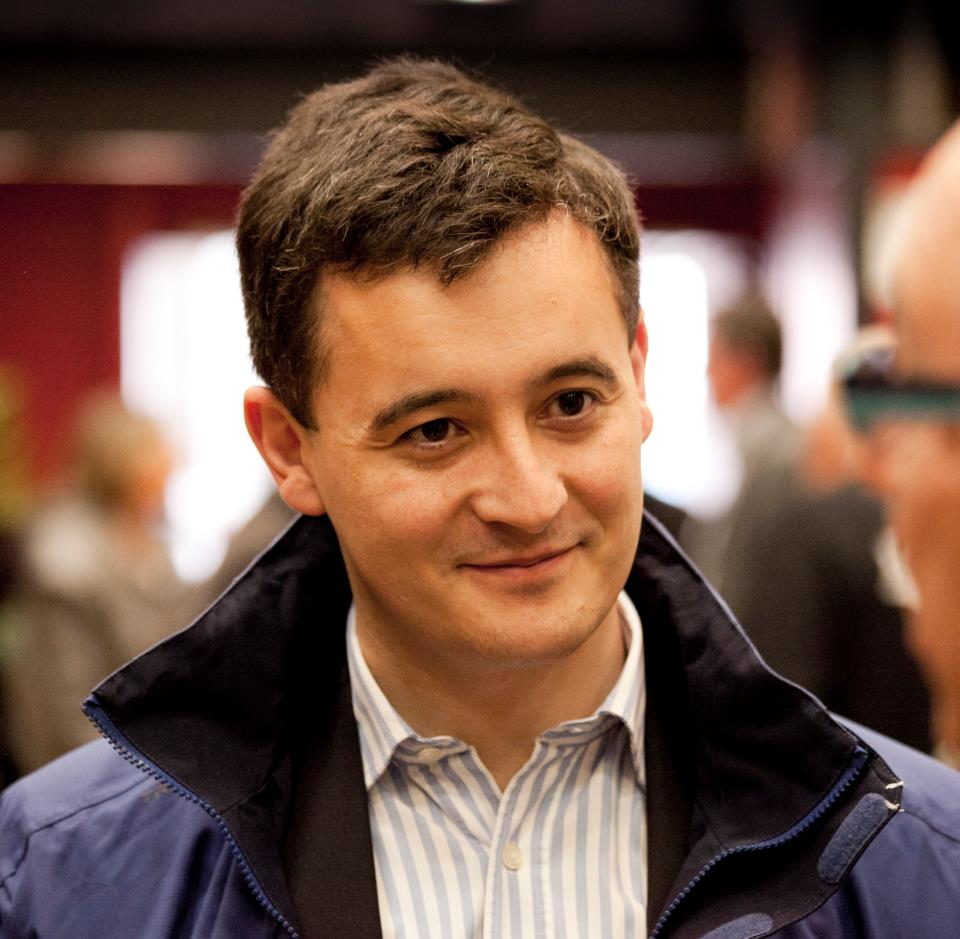
Der Abgeordnete Darmanin im Jahr 2013

Bei der Regionalwahl 2010 zog er in den Regionalrat von Nord-Pas-de-Calais ein, wo die UMP in der Opposition war. Von 2011 bis 2012 war er Kabinettschef (Büroleiter) des UMP-Politikers (und ehemaligen Judomeisters) David Douillet, der zunächst Staatssekretär für die Auslandsfranzosen, dann Sportminister war. Bei der Parlamentswahl im Juni 2012 bewarb sich Darmanin im 10. Wahlkreis des Départements Nord um die Nachfolge seines einstigen Mentor Vanneste, der inzwischen zur nationalkonservativen RPF gewechselt war und gegen ihn antrat. Darmanin gewann im zweiten Wahlgang mit 54,9 % der Stimmen und zog in die Nationalversammlung ein. In jener Zeit stand er dem Arbeitsminister Xavier Bertrand nahe, den er drängte, sich um den UMP-Vorsitz zu bewerben, worauf Bertrand jedoch letztlich verzichtete.
Zur Kommunalwahl 2014 kandidierte Darmanin für das Bürgermeisteramt von Tourcoing und besiegte den sozialistischen Amtsinhaber im zweiten Wahlgang mit 45,6 zu 43,4 Prozent. Auf seinen Sitz im Regionalrat verzichtete er dafür, jedoch wurde er einer der Vizepräsidenten der Métropole Européenne de Lille. Im September 2014 wurde Darmanin Wahlkampfsprecher von Nicolas Sarkozy, der zwei Monate später zum Vorsitzenden der UMP gewählt wurde und Darmanin zum stellvertretenden Generalsekretär der Partei ernannte. Diese benannte sich 2015 in Les Républicains (LR) um. Darmanin leitete zudem die Wahlkampagne Xavier Bertrands zur Regionalwahl in der neugegliederten Region Hauts-de-France (Fusion von Picardie und Nord-Pas-de-Calais). Bertrand gewann die Wahl und wurde Regionalpräsident, Darmanin zog ebenfalls in den Regionalrat ein und wurde dessen Vizepräsident. Sein Mandat in der Nationalversammlung legte er daraufhin nieder.
Im Januar 2016 trat Darmanin als stellvertretender Generalsekretär der Républicains zurück und kritisierte das „Umfeld und die Methode“ des Parteivorsitzenden Sarkozy. Dennoch unterstützte er diesen wenige Monate später erneut als Wahlkampfkoordinator bei der Urwahl des Präsidentschaftskandidaten des Mitte-rechts-Lagers (bei der Sarkozy jedoch im ersten Wahlgang unterlag). Im November 2016 wurde er erneut zum stellvertretenden Generalsekretär der Républicains ernannt. Auf dieses Amt verzichtete er wiederum im März 2017, da er sich weigerte François Fillon angesichts der Affäre um die „Scheinbeschäftigung“ seiner Ehefrau weiter als Präsidentschaftskandidat zu unterstützen.

## Minister

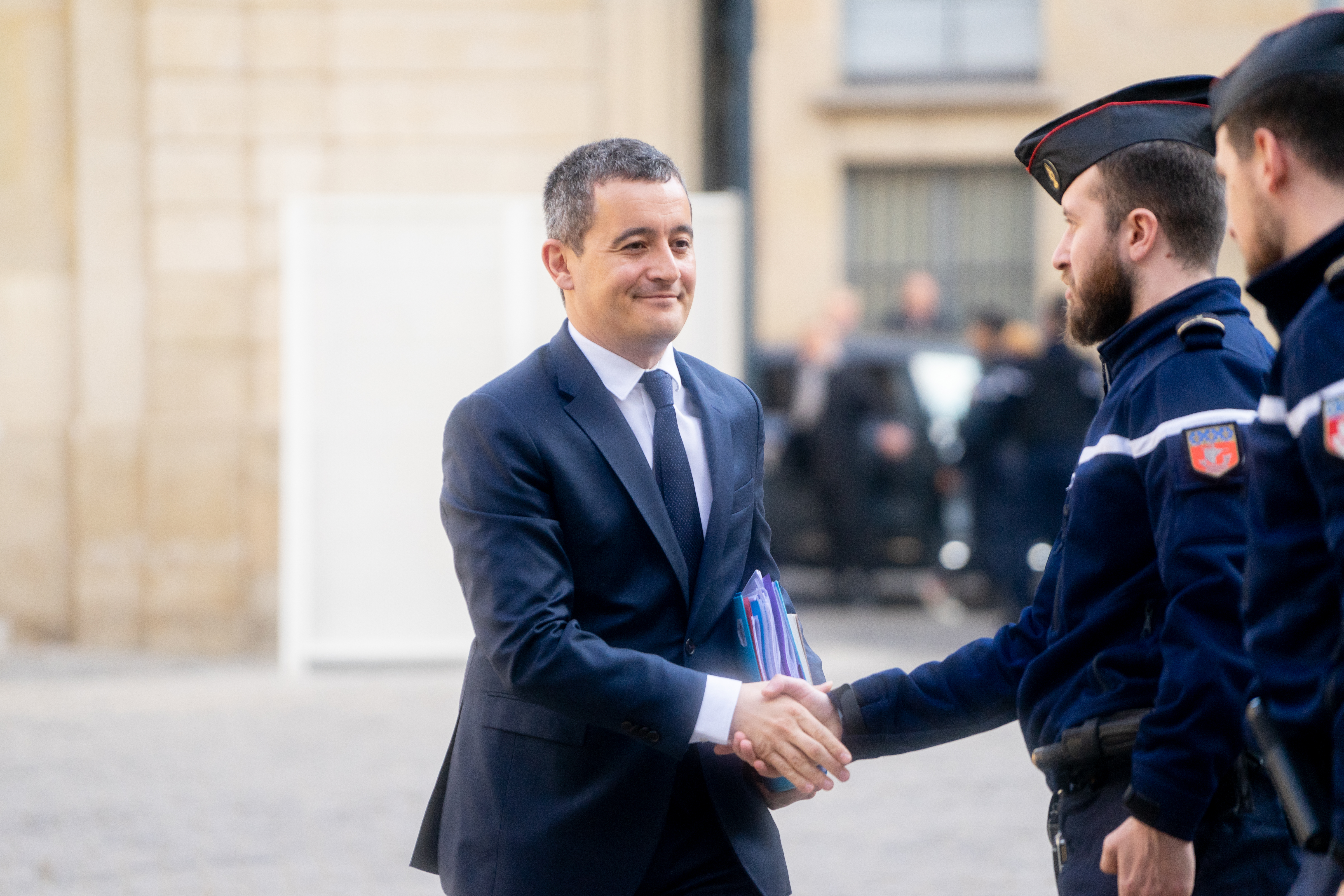
Darmanin als Minister für öffentliche Haushalte (2019)

Darmanin, der als „sozialer Gaullist“ beschrieben wird, kritisierte den Präsidentschaftskandidaten Emmanuel Macron wiederholt scharf für sein wirtschaftsliberales Programm und seine Vergangenheit als Banker. Dennoch nahm er nach Macrons Wahlsieg dessen Angebot an konservative Politiker an, sich an der Regierung zu beteiligen – wie auch seine Parteikollegen Édouard Philippe und Sébastien Lecornu. Darmanin wurde am 17. Mai 2017 zum Minister für (staatliches) Handeln und öffentliche Haushalte (Ministre de l'Action et des Comptes publics) im Kabinett Philippe I ernannt. Dieses Ministerium wurde neu geschaffen und fasste Aufgaben des bisherigen Ministeriums für öffentlichen Dienst, des beigeordneten Ministers für Haushalt im Wirtschafts- und Finanzministerium sowie des Staatssekretärs für Staatsreform zusammen.
Sein Amt als Vizepräsident der Region Hauts-de-France gab er am selben Tag auf, Bürgermeister von Tourcoing blieb er noch bis September, seither ist er nur noch stellvertretender Bürgermeister. Er behielt sein Ministeramt auch nach der Kabinettsumbildung im Juni 2017 (Kabinett Philippe II). Wegen seiner Mitwirkung in der Macron-Regierung wurde er im Oktober 2017 aus der Partei Les Républicains ausgeschlossen (gleichzeitig mit Premierminister Philippe, Umweltstaatssekretär Lecornu und dem Abgeordneten Franck Riester). Stattdessen trat er im folgenden Monat Macrons Partei La République en Marche (LREM) bei.
Nach der Kabinettsumbildung im Juli 2020 erhielt Darmanin unter dem neuen Regierungschef Jean Castex das Amt des Innenministers. Dieses behielt er auch nach Macrons Wiederwahl im Kabinett Borne. Am 28. Mai 2022 kam es vor dem Champions-League-Finale im Fußball, das in Paris stattfand, zu chaotischen Szenen beim Einlass. Es gab zahlreiche Verletzungen und Festnahmen. Darmanin und die Polizeibehörden wurden zwei Monate später vom französischen Senat für das Chaos verantwortlich gemacht und stark kritisiert. Im Vorfeld der Parlamentswahl in Frankreich 2024 kündigte Darmanin an, dass er bei einer Niederlage von Ensemble, der Partei Macrons, sein Amt zeitnah zur Verfügung stellen würde.
Mit dem Rücktritt des Kabinetts Attal am 5. September 2024 schied Darmanin aus der Regierung aus. Sein Nachfolger im Kabinett Barnier wurde am 21. September 2024 Bruno Retailleau (LR).
Nach der Ernennung François Bayrous zum Premierminister wurde Gérald Darmanin Justizminister. Sein Vorhaben in Französisch-Guayana wieder eine  Strafkolonie einrichten zu wollen, stieß auf massive Kritik aus dem französischen Übersee-Département, besonders seitens der Unabhängigkeitspartei MDES, aber auch von Georges Patient, dem die Regierung stützenden Abgeordneten Guayanas im Senat.

## Kritik an der Ernennung zum Innenminister
Die Ernennung Darmanins zum Innenminister löste im Jahr 2020 Proteste von Feministinnen in Frankreich aus. Eine Frau hatte Darmanin vorgeworfen, sie 2009 vergewaltigt zu haben. Die Ermittlungen gegen ihn waren 2018 eingestellt, aber im Juni 2020 wiederaufgenommen worden. Im Internet-Magazin Mediapart warf die Feministin Caroline De Haas Staatspräsident Emmanuel Macron vor, er signalisiere damit Frauen, die sich gegen sexuelle Gewalten einsetzen „sie sollten still sein“.
Macron stellte sich hinter Darmanin und erinnerte an die Unschuldsvermutung.